# Hörbranz
Hörbranz ist eine Marktgemeinde mit 6720 Einwohnern (Stand 1. Jänner 2024) in Österreich in Vorarlberg im Bezirk Bregenz.

## Geografie
Hörbranz liegt im westlichsten Bundesland Österreichs, Vorarlberg, im Bezirk Bregenz nördlich des Bodensees auf 426 Metern Höhe. Die Grenze im Westen bildet die Leiblach, nach Osten steigt das Gebiet auf rund 750 Meter an. Die Hänge gehören zum Pfänderstock. Die Gemeinde hat eine Fläche von 8,74 Quadratkilometer. Davon sind 49 Prozent landwirtschaftliche Nutzfläche, 10 Prozent Gärten und 24 Prozent sind bewaldet.

### Nachbargemeinden
| Sigmarszell | Hohenweiler                                 | Möggers    |
| Lindau      | Kompassrose, die auf Nachbargemeinden zeigt | Eichenberg |
| Bregenz     | Lochau                                      |            |

## Geschichte
Im Betzentobel stand in spätantiker Zeit ein Burgus. An der Römerstraße von Brigantium nach Cambodunum gelegen, diente er zum Schutz der Grenze. Als Liubilunaha wurde die Parzelle Leiblach erstmals 802 urkundlich erwähnt, die erste gesicherte urkundliche Erwähnung des heutigen Ortsnamens datiert auf 1226 als Herebrandeswiler. Im Jahre 1523 kam Hörbranz mit einem Teil von Bregenz zu Österreich.
Die Habsburger regierten die Orte in Vorarlberg wechselnd von Tirol und Vorderösterreich (Freiburg im Breisgau) aus. Von 1805 bis 1814 gehörte der Ort zu Bayern, dann wieder zu Österreich. Zum österreichischen Bundesland Vorarlberg gehört Hörbranz seit der Gründung 1861. Der Ort war von 1945 bis 1955 Teil der französischen Besatzungszone in Österreich. Am 6. Juli 2008 wurde Hörbranz zur Marktgemeinde ernannt.
Zur Geschichte des Heilbades siehe Bad Diezlings.

### Bevölkerungsentwicklung
Einschließlich der Zweitwohnsitze wurden am 31. Dezember 2002 6481 Einwohner gezählt, wobei der Ausländeranteil bei 11,6 % lag. Am 1. Jänner 2016 waren es insgesamt 6317 Einwohner.

## Kultur und Sehenswürdigkeiten
- Schloss Halbenstein: Im Ortsteil Backenreute befinden sich am Zugangsweg zur Ruggburg die minimalen Reste des ehemaligen Schlosses.
- Katholische Pfarrkirche Hörbranz hl. Martin
- Salvatorkolleg: Pater Franziskus Maria vom Kreuze Jordan gründete 1893 den Orden der Salvatorianer und Salvatorianerinnen als Marienkolleg. Der Schweizer Architekt August Hardegger errichtete das Hauptgebäude des Salvatorkollegs zwischen 1896 und 1906 im Rundbogenstil. Der Campanile und die beiden Belverdere-artigen Ecktürme geben dem Bauwerk einen mediterranen Akzent.  Die Einrichtung wurde von 1896 bis 1979 als Gymnasium mit Schülerheim bzw. Internat genutzt und ist heute kirchliche Bildungsstätte und Begegnungshaus. Seit 1981 ist hier auch das Internat für die Schülerinnen der Landesberufsschule für das Gastgewerbe Lochau untergebracht. Im Ersten Weltkrieg als Lazarett genutzt, war es von 1938 bis 1945 Kaserne, zuletzt Sammellager für Kriegsgefangene.

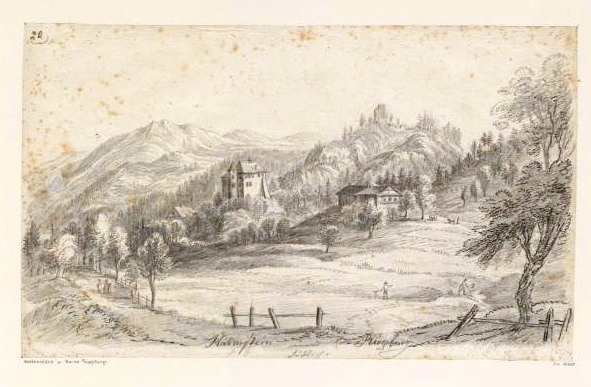
Schloss Halbenstein und Ruine Ruggburg, Zeichnung von Johanna von Isser Großrubatscher, ca. 1827
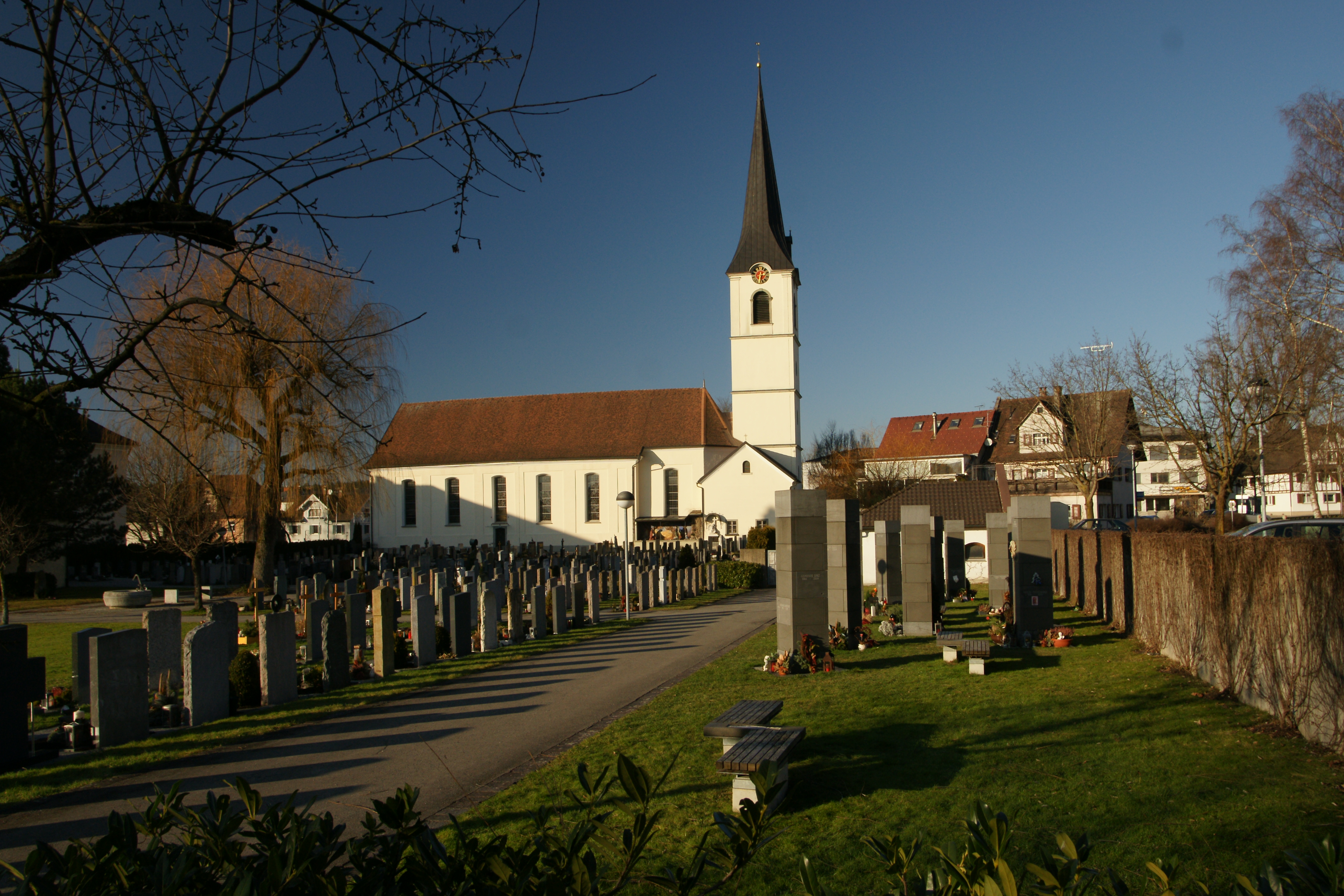
Pfarrkirche Hörbranz
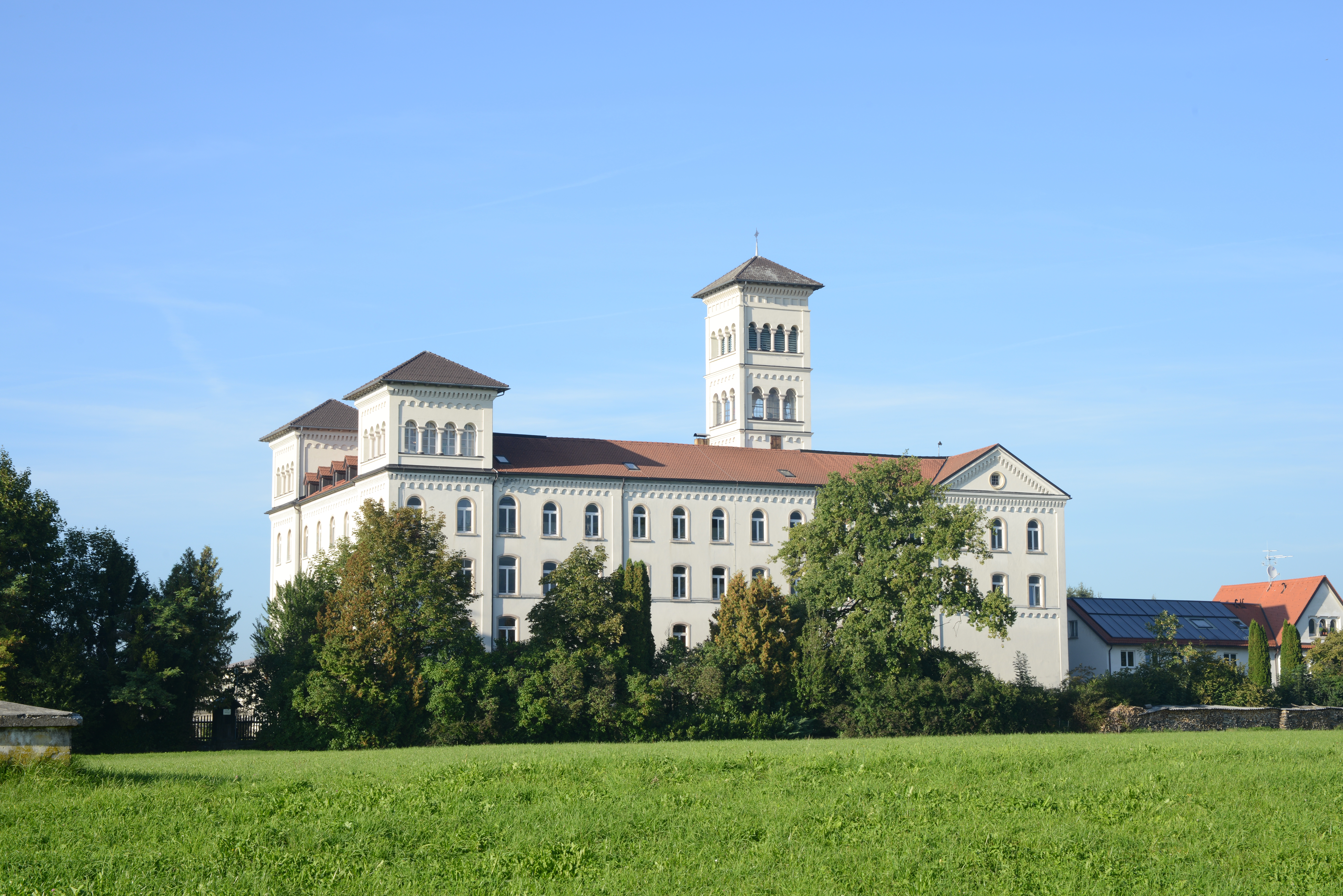
Salvatorkolleg

## Wirtschaft und Infrastruktur
Am Ort gab es im Jahr 2003 101 Betriebe der gewerblichen Wirtschaft mit 763 Beschäftigten und 58 Lehrlingen. Lohnsteuerpflichtige Erwerbstätige gab es 2.686.
Landwirtschaft spielt eine wichtige Rolle. Der Anteil der landwirtschaftlichen Flächen an der Gesamtfläche liegt bei 55,9 %.

### Verkehr
Der Ort teilt sich zusammen mit Lochau den Bahnhof Lochau-Hörbranz. Er liegt an der Bahnstrecke Lindau–Bludenz und ist der letzte Halt vor der deutschen Grenze. Es halten sowohl Züge der Linie S1 als auch REX in Richtung Lindau bzw. Bludenz.

### Bildung
Im Ort gibt es (Stand Jänner 2003) 652 Schüler. In Hörbranz gibt es zudem fünf Kindergärten.

## Politik

### Gemeindevertretung
In Vorarlberg wählen die Bürger alle fünf Jahre die Mitglieder der Gemeindevertretung durch Ankreuzen eines Listen-Wahlvorschlages bzw. durch Mehrheitswahl wenn kein Listenvorschlag vorliegt. Weiters den Bürgermeister durch Ankreuzen eines Wahlvorschlages.
Die Gemeindevertretung wählt in der konstituierenden Sitzung aus ihrer Mitte – sofern keine Wahl durch die Bürger zustande kam – gemäß § 61 Gemeindegesetz einen Bürgermeister und dann einen mindestens dreiköpfigen Gemeindevorstand. Die Zahl dieser „Gemeinderäte“ darf aber gemäß § 55 den vierten Teil der Zahl der Gemeindevertreter nicht übersteigen.
Der Bürgermeister führt den Vorsitz bei den generell öffentlichen Sitzungen der Gemeindevertretung, in denen kommunale Belange besprochen und Beschlüsse gefasst werden. Beobachter haben kein Mitspracherecht und kein Stimmrecht. Die Gemeindevertretung kann nach Bedarf Ausschüsse bestellen. Sitzungen des Gemeindevorstandes und der Ausschüsse sind nicht öffentlich.

#### Sitzverteilung nach den Wahlen
- Gemeindevertretungswahlen 1985: ÖVP 16, SPÖ 3, GRÜNE 3, FPÖ 2.[5]
- Gemeindevertretungswahlen 1990: ÖVP 17, SPÖ 2, FPÖ 2, GRÜNE 2, Parteifrei Bürgerinitiative 1.[6]
- Gemeindevertretungswahlen 1995: ÖVP 17, FPÖ 5, SPÖ 3, GRÜNE 2.[7]
- Gemeindevertretungswahlen 2000: ÖVP 17, FPÖ 6, SPÖ 4.[8]
- Gemeindevertretungswahlen 2005: ÖVP 15, FPÖ 7, SPÖ 5.[9]
- Gemeindevertretungswahlen 2010: ÖVP 12, FPÖ 7, GRÜNE 3, BZÖ 3, SPÖ 2.[10]
- Gemeindevertretungswahlen 2015: ÖVP 11, FPÖ 7, GRÜNE 6, SPÖ 2, NEOS 1.[11]
- Gemeindevertretungswahlen 2020: Liste TOP 15, ÖVP 7, Team Hörbranz 3, NEOS 1, HaK 1.[12]
- Gemeindevertretungswahlen 2025: Bgm Andreas Kresser – Team TOP 19, FPÖ 4, NEOS 3, HaK 1.[13]

### Bürgermeister
- 1945–1947 Julius Hagen[14]
- 1947–1961 Georg Flatz[14]
- 1961–1989 Severin Sigg[14]
- 1989–2004 Helmut Reichart (ÖVP)[14][15]
- 2004–2020 Karl Hehle (ÖVP)[14][16][17][18][19]
- seit 2020 Andreas Kresser (TOP) Anmerkung 1 [20][21][22]

Anmerkung 1 Bürgermeister der Gemeinde ist seit der Gemeindevertretungswahl vom 13. September 2020 Andreas Kresser (TOP). Er löste damals in direkter Wahl mit 54,6 % der Stimmen Bürgermeister Karl Hehle (ÖVP) ab, der nur 29,2 % der Wahlstimmen auf sich vereinigen konnte. Die Liste „TOP – Transparent.Offen.Parteiunabhängig“ war erst im Vorfeld des Urnenganges durch den Zusammenschluss von Grünen und parteiunabhängigen Bürgerinnen und Bürgern gegründet worden.

### Wappen
Die Gemeinde Hörbranz hatte bis 1935 kein Wappen geführt. Am 28. Oktober 1935 erhielt die Gemeinde Hörbranz von der Vorarlberger Landesregierung ein Gemeindewappen verliehen. Als historische Grundlage für das neue Gemeindewappen wurde der Name des ersten alemannischen Siedlers dieser Gegend, Herebrand, gewählt, der in seinem Namen angedeutete habe: „Heeres-Schwert“. Dies wurde die heraldisch dominierende Figur für das Wappen. Das Wappen zeigt ein silbernes Schwert mit goldenem Griff in rotem Schrägrechtsbalken auf goldenem, damaszierten Schild. Dabei wurde die Farbgebung durch allgemein heraldische und ästhetische Erwägungen bestimmt. Das Rot und das Schwert drückt somit nicht ein in der Gemeinde früher bestandenes Recht der Blutgerichtsbarkeit aus. Die Anlehnung an den Namen Herebrand soll auch auf die wiederholten kriegerischen Ereignisse hinweisen, die sich im Lauf der Jahrhunderte auf dem Boden der Gemeinde Hörbranz abgespielt haben.

## Persönlichkeiten

### Söhne und Töchter der Gemeinde
- Georg Haltmeyer (1803–1867), Naturwissenschaftler, Geowissenschaftler, Hochschullehrer, Hochschuldirektor und Rektor
- Josef Anton King (1922–1945), Widerstandskämpfer gegen den Nationalsozialismus
- Oswald Loretz (1928–2014), Theologe und Altorientalist
- Egon Rusch (* 1928), Amateurboxer
- Meinrad Pichler (* 1947), Historiker
- Linda Achberger (* 1992), Autorin

### Mit der Gemeinde verbundene Persönlichkeiten
- Peter Moosbrugger (1924–2007), Politiker der ÖVP